# Baudement
Baudement település Franciaországban, Marne megyében. Lakosainak száma 99 fő (2022. január 1.). Baudement Allemanche-Launay-et-Soyer, Anglure, Bagneux, Saint-Just-Sauvage, Saint-Quentin-le-Verger és Saron-sur-Aube községekkel határos.

## Népesség
A település népességének változása:
| Lakosok száma | 98   | 103  | 103  | 110  | 117  | 111  | 110  | 103  | 100  | 99   |
|               | 1968 | 1982 | 1990 | 2006 | 2013 | 2015 | 2017 | 2019 | 2020 | 2022 |